# The Owl and the Pussycat: Comedy Highlights and Music from the Soundtrack
The Owl And The Pussycat: Comedy Highlights and Music from the Soundtrack é a trilha sonora do filme americano The Owl and the Pussycat, de 1970. Foi lançado pela Columbia Records em 19 de dezembro de 1970, e apresenta diálogos de Barbra Streisand e George Segal (retirados do filme) gravados sobre música tocada pela banda americana Blood, Sweat & Tears. 
As cinco faixas foram escritas por Buck Henry, produzidas por Thomas Z. Shepard e posteriormente lançadas pela Blood, Sweat & Tears em versões instrumentais simplificadas em sua compilação de 2013: Rare, Rarer & Rarest. Edições em cartucho de 8 faixas e em fita cassete também foram distribuídas, com quatro canções em vez de cinco.
A sonoridade é influenciada pelo rock e pelo estilo big band. Os críticos não gostaram da ideia do álbum ser falado, ao invés de ter canções interpretadas por Streisand, embora argumentaram que os diálogos combinavam com os instrumentais. 
Comercialmente, só foi vendido nos Estados Unidos e Canadá. Na Billboard 200, alcançou a posição de número 186, tornando-se a entrada mais baixas da discografia de Streisand, embora sendo o maior pico da carreira de Segal.

## Produção e conteúdo
O filme The Owl and the Pussycat foi lançado nos cinemas em 3 de novembro de 1970, pela Columbia Pictures. A trilha sonora que acompanha foi lançada em disco de vinil e cartucho 8-track, em 19 de dezembro do mesmo ano, pela Columbia Records. Estão incluídas cinco faixas com diálogos entre Barbra Streisand e George Segalson sob instrumentais tocados pela banda americana Blood, Sweat & Tears. Eles criaram os instrumentais para o filme durante uma turnê, pouco antes do membro da banda e vocalista principal, David Clayton-Thomas, deixar o grupo. Este foi o primeiro crédito de trilha sonora de Clayton-Thomas, e ele considerou o trabalho difícil porque ele foi incumbido de colocar a música sobre os diálogos preexistentes. Ele afirmou que: "Alguém deveria ter me dito o que pode acontecer quando você faz uma trilha sonora de filme. Quando o filme é concluído, os poderes constituídos podem fazer o que quiserem com a trilha sonora."
A criação foi chefiada por Richard Halligan, que também compôs e organizou a seleção do repertório. O roteirista Buck Henry é responsável pelas composições, enquanto Thomas Z. Shepard atuou como o único produtor. A edição em cartucho 8-track apresenta quatro partes consecutivas de uma faixa chamada "Highlights from Buck Henry's Hilarious Screenplay", ao invés das cinco do LP.
Em 2 de julho de 2013, Blood, Sweat & Tears lançou uma compilação intitulada Rare, Rarer & Rarest, apresentando todas as cinco faixas de The Owl e Pussycat em sua forma instrumental original, ou seja, sem os diálogos.

## Recepção crítica
| Críticas profissionais | Críticas profissionais |
| Avaliações da crítica  | Avaliações da crítica  |
| Fonte                  | Avaliação              |
| ---------------------- | ---------------------- |
| AllMusic               | [ 9 ]                  |

As críticas negativas à trilha sonora foram direcionadas à ausência dos vocais de Streisand. 
William Ruhlmann, do site AllMusic avaliou com uma estrela e meia de cinco e pontuou que a trilha sonora foi a de menos sucesso de Streisand porque as canções apresentavam a cantora falando e xingando em "brigas sem fim", ao invés de realmente cantar e se apresentar com vocais ao vivo.
Os membros da equipe da revista Billboard notaram a influência do rock e da música estilo big band e escreveram que "a música que é ouvida [...] se encaixa muito bem com o diálogo". Concluindo, eles escreveram: "o próprio diálogo abrange uma gama de material que varia entre o absurdamente sublime ao simplesmente ridículo".

## Desempenho comercial
Nos Estados Unidos, estreou na última posição na parada da Billboard 200, em 6 de fevereiro de 1971. Posteriormente, atingiu o pico na posição de número 186, tornando-se a entrada mais baixa de Streisand em toda a sua carreira, atrás de A Christmas Album, de 1967 (que apareceu em #1 entre os álbuns de natal) e de On a Clear Day You Can See Forever, de 1970, que alcançou a posição de número 108. No entanto, obteve a melhor performance de Segal, já que seu recorde anterior  foi com The Yama Yama Man, que atingiu a posição de número 199, em setembro de 1967. Na parada de sucessos do Canadá, publicada pela revista RPM, The Owl and the Pussycat estreou no número 85 durante a semana que terminou em 16 de janeiro de 1971. Eventualmente, atingiu o pico de número 74.

## Lista de faixas
Todas as faixas foram escritas por Buck Henry e produzidas por Thomas Z. Shepard. Créditos adaptados dos encartes do LP e do Cartucho de The Owl and the Pussycat: Comedy Highlights and Music from the Soundtrack.
| The Owl and the Pussycat (Comedy Highlights and Music from the Soundtrack) – Standard edition |                     |         |  |
| N.º                                                                                           | Título              | Duração |  |
| 1.                                                                                            | "The Confrontation" | 11:18   |  |
| 2.                                                                                            | "The Warmup"        | 9:55    |  |
| 3.                                                                                            | "The Seduction"     | 4:01    |  |
| 4.                                                                                            | "The Morning After" | 11:05   |  |
| 5.                                                                                            | "The Reunion"       | 10:22   |  |
| Duração total:                                                                                | Duração total:      | 46:41   |  |

| The Owl and the Pussycat (Comedy Highlights and Music from the Soundtrack) – 8-track cartridge edition |                                                              |         |  |
| N.º | Título                                                       | Duração |  |
| 1. | "Highlights from Buck Henry's Hilarious Screenplay" (Part 1) | 11:36   |  |
| 2. | "Highlights from Buck Henry's Hilarious Screenplay" (Part 2) | 11:36   |  |
| 3. | "Highlights from Buck Henry's Hilarious Screenplay" (Part 3) | 11:36   |  |
| 4. | "Highlights from Buck Henry's Hilarious Screenplay" (Part 4) | 11:36   |  |
| Duração total:                                                                                         | Duração total:                                               | 46:24   |  |

## Tabelas

### Tabelas semanais
| Tabela musical (1969)          | Melhor posição |
| ------------------------------ | -------------- |
| Canadá (RPM)                   | 74             |
| Estados Unidos (Billboard 200) | 186            |

### Bibilografia
- The Many Worlds of Music. [S.l.]: Broadcast Music, Inc. 1970
- Leszczak, Bob (11 de dezembro de 2014). Encyclopedia of Pop Music Aliases, 1950–2000. [S.l.]: Rowman & Littlefield. ISBN 978-1-4422-4008-7
- Smith, Jeffrey Paul (1998). The Sounds of Commerce: Marketing Popular Film Music illustrated ed. [S.l.]: Columbia University Press. ISBN 0-2311-0863-X